# Leatrice Moellmann
Leatrice Moellmann Pagani (Florianópolis, 1925 – Florianópolis, 8 de abril de 2019) foi uma poeta, contista e cronista brasileira.

## Carreira
Descendente de açorianos e alemães, foi membro da Academia Catarinense de Letras, assumindo a cadeira 7 em 13 de dezembro de 1991.
Morreu em 8 de abril de 2019.

## Livros publicados
- Confissões de Amor / 1987, Florianópolis, (poesia)
- Em Busca de Ti / 1990, RJ (poesia)
- A obra inédita de Carlos de Faria e a Guerrilha literária em Santa Catarina / 1994, Florianópolis, ACL (poesia)
- Depois do Verão / 1997, Florianópolis, ACL (poesia)
- Gatos Ariscos / 1998, Florianópolis (romance)
- Amor nos Anos 90 / 1999, Florianópolis (poesia)
- Anita-mulher (Uma trajetória de amor) / 2000, Florianópolis (poesia)
- 2001m Florianópolis, 2ª ed., bilíngüe (português/italiano)
- Harpia, a Bruxa / 2004, Florianópolis (contos)
- Sedução / 2004, Florianópolis (poesia)
- João Moritz e o desenvolvimento de Florianópolis no séc. XX / 2007, Florianópolis (biografia).